# Den ständiga resan
Den ständiga resan (со швед. — «Вечное путешествие») — четвёртый студийный альбом шведской певицы и автора песен Мари Фредрикссон, выпущенный 9 октября 1992 года на лейбле EMI Sweden. Сочинённый преимущественно во время тура Roxette «Join the Joyride! Tour», альбом содержит некоторые из самых мрачных текстов Фредрикссон.
Песни «Så länge det lyser mittemot» («Пока есть свет на другой стороне») и «Mellan sommar och höst» («Между летом и осенью») были выпущены в качестве синглов. Последняя, наряду с «Så stilla så långsamt» («Так тихо, так медленно») и «Det regnar igen» («Снова идёт дождь»), вошла в десятку лучших хитов шведского чарта Airplay.
Альбом остаётся как самым продаваемым, так и самым успешным релизом в её родной стране. Он провёл две недели на вершине шведского чарта альбомов и получил «платиновую» сертификацию в течение месяца после выпуска. По состоянию на 2002 год, только в Швеции пластинка была продана тиражом более 185 000 копий и остаётся её единственным студийным альбомом, попавшим в чарты за пределами Швеции, достигнув пика в двадцатке лучших в норвежском чарте альбомов. Успех, достигнутый пластинкой в Скандинавии, побудил EMI выпустить её на международном уровне; она была выпущена по всей Европе, а также в Японии, Тайване, Индонезии и Малайзии.

## Предшествующие события
Мари Фредрикссон начала свою музыкальную карьеру в качестве клавишницы и вокалистки шведской панк-рок-группы Strul, которая выпустила свой первый и единственный сингл в 1981 году, прежде чем распалась в следующем году. Единственные постоянные участники Strul — Фредрикссон и её тогдашний бойфренд Мартин Штернхувуд — сформировали пауэр-поп-группу MaMas Barn вместе с басистом Gyllene Tider Андерсом Херрлином и барабанщиком Мике «Сюдом» Андерссоном.
MaMas Barn выпустила свой единственный альбом Barn som barn в 1982 году; альбом не добился желаемого коммерческого успеха. Затем Фредрикссон занялась сольной карьерой, выпустив альбомы Het vind (1984), Den sjunde vågen (1986) и Efter stormen (1987), все из которых были записаны совместно с продюсером Gyllene Tider Ларсом-Йораном «Лассе» Линдбомом.
В 1986 году Фредрикссон основала поп-дуэт Roxette вместе с вокалистом Gyllene Tider Пером Гессле. Roxette добились международного признания с альбомами Look Sharp! (1988) и Joyride (1991), а также имели ряд мировых хитов, включая синглы, возглавившие чарт Billboard Hot 100: «The Look», «Listen to Your Heart», «It Must Have Been Love» и «Joyride».

## Композиция и стиль
Den ständiga resan стал первым сольным альбомом Фредрикссон с 1987 года, и был спродюсирован исполнительницей совместно с басистом MaMas Barn и Gyllene Tider Андерсом Херрлином. Альбом содержит материал, который был приписан к широкому диапазону жанров, таких как альтернативный рок, акустический рок, эмбиент-поп и хард-рок, а также блюз-рок и джаз-поп. Фредрикссон написала тексты к каждой песне в альбоме и была композитором подавляющего большинства песен, за исключением «Ett enda liv», «Den där novemberdan» и «Vem tror du att du är?», которые были написаны в соавторстве с Херрлином.
Большинство песен были написаны Фредрикссон во время мирового гастрольного тура Roxette «Join the Joyride! Tour». Позже она сказала об этом туре: «Ты действительно учишься жить этой жизнью — очень странной жизнью — потому что ты почти всегда путешествуешь, и вокруг тебя всегда есть люди, где бы ты ни был, поэтому у тебя редко бывает тишина и покой, чтобы быть собой. …Я сидела и писала [Den ständiga resan] во время обеда, потому что тогда была определённая тишина. Это была такая навязчивая рутина».
Пластинка содержит некоторые из самых гнетущих текстов, написанных Фредрикссон. Она описала заглавный трек как «чистую и подавляющую тоску, о которой я никогда не думала, что смогу написать; очень тёмные мысли внутри меня. Она была написана в самолёте, когда я летела в Нью-Йорк из какого-то места, которое я не помню. После того, как она была написана, я показала текст одному из моих лучших друзей, который сказал: „Ты не можешь это играть. Ты не можешь об этом петь. Потому что люди могут подумать, что ты покончишь с собой“. Поэтому я боялась выпускать его. Было ужасно получить такую реакцию. Но когда я оглядываюсь назад и читаю текст, я понимаю, что в нём есть важное сообщение: эти чувства можно преодолеть».
«Så länge det lyser mittemot» была написана, когда Фредрикссон вернулась в свою квартиру в Стокгольме после длительного периода гастролей. Она объяснила: «Я много путешествовала, может быть, три или четыре месяца, и я чувствовала себя такой одинокой, когда возвращалась в пыльную, пустую квартиру. Это действительно угнетает, осознавать, что никто не был в твоём доме с тех пор, как ты его покинул. Я чувствовала такой холод. Затем я села на свой диван и посмотрела в окно на сад моего соседа, который выглядел прекрасно, когда светило солнце. Тогда я почувствовала, что я не совсем одна. Это была странная, утешительная мысль.». «Ett enda liv» была вдохновлена самоубийством одного из друзей детства Фредрикссон.
Завершающую песню альбома «Till sist» Фредрикссон посвятила своему будущему супругу Микаэлю «Мике» Боиошу, с которым она познакомилась во время гастролей Roxette по Австралии в рамках тура «Join the Joyride!». Позже она прокомментировала: «Если бы Мике и я не встретились, я не знаю, смогла бы я оставаться в Roxette дольше. Я не могла справиться с личной стороной жизни во время тура. Я тусовалась в барах, слишком много пила. Я много времени была грустна и испытывала трудности с прессой, хотя мне всегда приходилось быть милой и говорить правильные вещи, всегда быть доступной для всех, всегда улыбаться и быть счастливой. Мари Фредрикссон-исполнительница выросла в статусе за счёт Мари-частного человека. У меня оставалось все меньше и меньше места, чтобы быть собой. А когда я была собой, я чувствовала себя неуверенной, маленькой и потерянной».

## Выход альбома и его принятие критиками
Пластинка имела моментальный коммерческий успех после выхода 9 октября 1992 года и остаётся самым коммерчески и критически успешным сольным студийным альбомом Фредрикссон. В поддержку альбома режиссёр Юнас Окерлунд снял документальный фильм. Он же создал музыкальные видеоклипы для нескольких песен из альбома, даже несмотря на то, что многие из эти песен не выпускались как синглы. Позже Окерлунд сказал, что это сотрудничество с Фредрикссон было его первым опытом работы с известным записывающимся артистом: «Мари была первой, кто дал мне настоящий шанс. Мы сделали визуальный альбом тогда [в 1992 году], что сейчас делают все. Я никогда не работал с артистом, который был бы настолько талантлив. Благодаря этому я познакомился с Пером, сделал видеоклипы Roxette и, в конечном итоге, все остальное, что я делал». Альбом дебютировал на втором месте в шведском чарте альбомов, прежде чем провести две недели на первом месте, и был сертифицирован Шведской ассоциацией звукозаписывающей индустрии как «платиновый» в течение месяца после выпуска, что означает отгрузку более 100 000 копий. По состоянию на 2002 год Den ständiga resan был продан тиражом более 185 000 копий только в одной Швеции. Он также остаётся её единственным студийным альбомом, попавшим в чарты за пределами Швеции, достигнув 17 места в норвежском чарте альбомов.
Шведский журналист Хокан Петтерссон (швед. Håkan Pettersson) включил Den ständiga resan на третье место в своём списке лучших альбомов 1992 года, в то время как Sveriges Television описало его как «великий шедевр» Фредрикссон и «очевидный саундтрек к тяготам взрослой жизни». Оно пояснило, что треки были настроены на «тот же тон, что и разочарование и одиночество взрослой жизни, и ничто не утешает так, как когда лучшая певица Швеции накладывает слова и музыку на эти тёмные мысли». Фредрикссон была номинирована на три награды на «Грэммис» 1993 года. Она выиграла награду в номинации «Артист года», а также получила номинации как «Автор песен года», а также «Исполнительница в категории поп-рок».
Песня «Så länge det lyser mittemot» была выпущена в качестве ведущего сингла из альбома по всей Европе 28 октября 1992 года. В качестве би-сайда записана альбомная версия песни «Den där novemberdan». Песня достигла семнадцатой позиции в чарте «Tracks» радиостанции Sveriges Radio. Фредрикссон гастролировала по Швеции в поддержку альбома в ноябре и декабре 1992 года. Ещё три песни с пластинки вошли в десятку лучших хитов Svensktoppen, шведского чарта, основанного на трансляции по радио: «Så stilla så långsamt», «Det regnar igen» и «Mellan sommar och höst». 26 февраля 1993 года последняя песня была выпущена только в Швеции в качестве второго и последнего сингла альбома; этот сингл был выпущен ограниченным тиражом — всего 640 копий — и включал концертные версии «Bara för en dag», «Värdighet» и «Den bästa dagen», записанные в Стокгольмском цирке 7 декабря 1992 года.
Успех альбома в её родной стране привёл к тому, что EMI выпустила Den ständiga resan за пределами Швеции — это был первый подобный международный релиз сольного альбома исполнительницы. Альбом был выпущен по всей Европе с 13 ноября, в Японии в канун Рождества, а также на Тайване, в Индонезии и Малайзии в различные даты в 1993 году. Позднее альбом был переиздан в Швеции 5 марта 2003 года. Эта версия содержала четыре бонус-трека, три из которых были каверами из трибьют-альбома Корнелису Вресвику Den flygande holländaren (1988). Один из них, «Felicia — Adjö», стал её первым хитом номер один на Svensktoppen. Ещё одним бонус-треком стал её внеальбомный сингл 1989 года на песню «Sparvöga».
Кристер Бьоркман записал студийную версию песни, написанной во время записи альбома Den ständiga resan, «Om du bara sagt ja». Эта песня была выпущена в качестве сингла из его альбома I morgon är en annan dag (1992). Заглавный трек альбома позже был перепет шведской прогрессив-дэт-метал группой Opeth и вошёл в специальное переиздание их альбома Watershed (2008).

## Список композиций
Все тексты написаны Мари Фредрикссон, вся музыка написана Фредрикссон, кроме песен 8, 11 и 12, которые написаны Фредрикссон и Андерсом Херрлином.
| №  | Название                      | Длительность |
| -- | ----------------------------- | ------------ |
| 1. | «Intro»                       | 0:48         |
| 2. | «Det regnar igen»             | 4:42         |
| 3. | «Så stilla så långsamt»       | 5:40         |
| 4. | «Den ständiga resan»          | 4:15         |
| 5. | «Så länge det lyser mittemot» | 5:16         |
| 6. | «Där isen är som tunnast»     | 4:27         |
| 7. | «Medan tiden är inne»         | 3:45         |

| №                   | Название                    | Длительность |
| ------------------- | --------------------------- | ------------ |
| 8.                  | «Ett enda liv»              | 4:51         |
| 9.                  | «Tid för tystnad»           | 3:53         |
| 10.                 | «Det jag verkligen ville»   | 3:41         |
| 11.                 | «Den där novemberdan»       | 4:41         |
| 12.                 | «Vem tror du att du är?»    | 5:22         |
| 13.                 | «Genom ett krossat fönster» | 2:20         |
| 14.                 | «Mellan sommar och höst»    | 4:19         |
| 15.                 | «Outro»                     | 0:48         |
| 16.                 | «Till sist»                 | 2:19         |
| Общая длительность: | Общая длительность:         | 1:01:18      |

| №                   | Название             | Автор(ы)                 | Длительность |
| ------------------- | -------------------- | ------------------------ | ------------ |
| 17.                 | «Sparvöga»           | Фредрикссон              | 4:10         |
| 18.                 | «Ann-katrin, farväl» | Корнелис Вресвик Per Alm | 4:49         |
| 19.                 | «Felicia – adjö»     | Вресвик                  | 4:28         |
| 20.                 | «Veronica»           | Вресвик                  | 4:15         |
| Общая длительность: | Общая длительность:  | Общая длительность:      | 1:19:24      |

## Участники записи
Данные приведены по буклету к альбому Den ständiga resan:
Музыканты
- Мари Фредрикссон — вокал, композиция, клавишные, церковный орган, продюсирование, аранжировки и сведение
- Пер «Пелле» Альсинг — ударные
- Андерс Херрлин — композиция, бас, синтезатор, инженерия, продюсирование, аранжировки и сведение
- Юнас Исакссон — акустическая и электрогитара

Дополнительные музыканты и технический персонал
- Kjell Andersson — дизайн обложки
- Мике «Сюд» Андерссон — перкуссия (трек 6)
- Peter Dahl — мастеринг
- Mattias Edwall — фотография
- Niklas Flyckt — дополнительный инженер звукозаписи
- Stefan Glauman — сведение и дополнительный инженер звукозаписи (трек 6)
- Christer Jansson — гатам[англ.] (трек 12)
- Björn Norén — дополнительный инженер звукозаписи
- Alar Suurna — инженер звукозаписи
- Pierre Swärd — орган Хаммонда (трек 2 и 12)
- Nicki Wallin — ударные (трек 6)

## Чарты и сертификация
| Чарты (1992)               | Высшая позиция |
| -------------------------- | -------------- |
| Норвегия (VG-lista)        | 17             |
| Швеция (Sverigetopplistan) | 1              |

| Регион                                                      | Сертификация | Продажи  |
| ----------------------------------------------------------- | ------------ | -------- |
| Швеция (GLF)                                                | Платиновый   | 100 000^ |
| ^ Данные о тиражах приведены только на основе сертификации. |              |          |

## История изданий
| Регион               | Дата            | Формат                                             | Лейбл           | № по каталогу                              | Прим.  |
| -------------------- | --------------- | -------------------------------------------------- | --------------- | ------------------------------------------ | ------ |
| Швеция               | 14 октября 1992 | LP CD Кассета                                      | EMI             | 4750281 (LP) · 4750282 (CD) · 4750284 (CS) | [ 1 ]  |
| Европа               | 13 ноября 1992  | CD Кассета                                         | EMI             | 7808802 (CD) · 7808804 (CS)                | [ 1 ]  |
| Япония               | 24 декабря 1992 | CD                                                 | Toshiba EMI     | TOCP-50097                                 | [ 21 ] |
| Тайвань              | 1993            | CD                                                 | EMI             | 4750282                                    | [ 1 ]  |
| Индонезия · Малайзия | 1993            | Кассета                                            | EMI             | TC-7808804                                 | [ 1 ]  |
| Швеция               | июнь 2002       | Ремастированый 24-bit HDCD бокс-сет Kärlekens guld | Capitol Records | 7243 5 40199-2 0                           | [ 1 ]  |
| Швеция               | 5 марта 2003    | CD                                                 | Capitol Records | н/д                                        | [ 1 ]  |